# بافل هورفاث
بافل هورفاث (بالتشيكية: Pavel Horváth)‏ (مواليد 22 أبريل 1975) هو لاعب كرة قدم. يلعب مع منتخب التشيك لكرة القدم منذ عام 1999.

## مسيرته الكروية
لعب بافل هورفاث خلال مسيرته الاحترافية مع 8 أندية في سبعة وعشرون موسمًا وسجل خلالها 95 هدفًا ضمن 514 مباراة. حيث فاز في سبعة مواسم بالكأس وفي سبعة مواسم بالدوري.
خاض بافل هورفاث مسيرته مع نادي يابلونتس في موسم 1993–94 ليلعب معه أربعة مواسم، مشاركًا في 51 مباراة سجل خلالها 8 أهداف. ثم انتقل إلى نادي سلافيا براغ في موسم 1996–97 ليلعب معه أربعة مواسم، حيث شارك في 105 مباراة سجل خلالها 27 هدفًا. لينتقل بعدها إلى نادي سبورتينغ لشبونة في موسم 2000–01 ولمدة موسمين، مشاركًا في 20 مباراة سجل خلالها هدفًا واحدًا. ثم انتقل إلى نادي تيبليتسه في موسم 2001–02 واستمر معه طيلة ثلاثة مواسم، مشاركًا في 60 مباراة سجل خلالها 6 أهداف. هذا وانتقل لاحقًا إلى نادي فيسيل كوبه في موسم 2004 واستمر معه طيلة ثلاثة مواسم، مشاركًا في 60 مباراة سجل خلالها 12 هدفًا. ثم انتقل بعدها إلى نادي سبارتا براغ في موسم 2006–07 ولمدة موسمين، مشاركًا في 45 مباراة سجل خلالها 6 أهداف. ليعود وينتقل من جديد، لكن هذه المرة إلى نادي فيكتوريا بلزن في موسم 2008–09 ليلعب معه سبعة مواسم، مشاركًا في 170 مباراة سجل خلالها 35 هدفًا.

## وصلات خارجية
- بافل هورفاث على موقع الاتحاد التشيكي (الإنجليزية)
- بافل هورفاث على موقع اتحاد تركيا (لاعب) (الإنجليزية)
- بافل هورفاث على موقع رابطة كرة القدم اليابانية للمحترفين (اليابانية)
- بافل هورفاث على موقع قاعدة بيانات كرة القدم.إي يو (الإنجليزية)
- بافل هورفاث على موقع ناشيونال فوتبول تيمز (الإنجليزية)
- بافل هورفاث على موقع Soccerway.com (الإنجليزية)
- بافل هورفاث على موقع عالم كرة القدم.نت (الإنجليزية)
- بافل هورفاث على موقع AS.com (الإسبانية)
- National Football Teams